# Грабовский сельсовет (Пензенская область)
Грабовский сельсовет — сельское поселение в Бессоновском районе Пензенской области Российской Федерации.
Административный центр — село Грабово.

## История
Статус и границы сельского поселения установлены Законом Пензенской области от 2 ноября 2004 года № 690-ЗПО «О границах муниципальных образований Пензенской области».
22 декабря 2010 года в соответствии с Законом Пензенской области № 1992-ЗПО в состав сельсовета включена территория упраздненного Чертковского сельсовета.

## Население
| 2002  | 2010  | 2012  | 2013  | 2014  | 2015  | 2016  |
| ----- | ----- | ----- | ----- | ----- | ----- | ----- |
| 7422  | ↗8070 | ↗8814 | ↗8915 | ↗9033 | ↗9056 | ↗9141 |
| 2017  | 2018  | 2021  |       |       |       |       |
| ↘9033 | ↘8951 | ↘8485 |       |       |       |       |

## Состав сельского поселения
| № | Населённый пункт | Тип населённого пункта       | Население |
| - | ---------------- | ---------------------------- | --------- |
| 1 | Грабово          | село, административный центр | ↘7792     |
| 2 | Ера              | посёлок                      | 22        |
| 3 | Степное Смагино  | село                         | ↘9        |
| 4 | Чертково         | село                         | ↘735      |